# Валонгу-ду-Вога
Вало́нгу-ду-Во́га (порт. Valongo do Vouga; МФА: [vɐ.ˈɫõ.gu du ˈvo.gɐ]) — парафія в Португалії, у муніципалітеті Агеда. Розташована в західній частині країни, на теренах історичної португальської провінції Бейра. Входить до складу округу Авейру. За адміністративним поділом, чинним до 1976 року, терени парафії були складовою провінції Берегова Бейра. Належить до Авейрівської діоцезії Католицької церкви. Патрон — святий Петро. Площа — 43,2011 км². Населення — 4877 ос. (2011). Середньо урбанізований регіон. Густота населення — 112,89 осіб/км²
. Код — 010119.

## Географія

Агеда (2013)
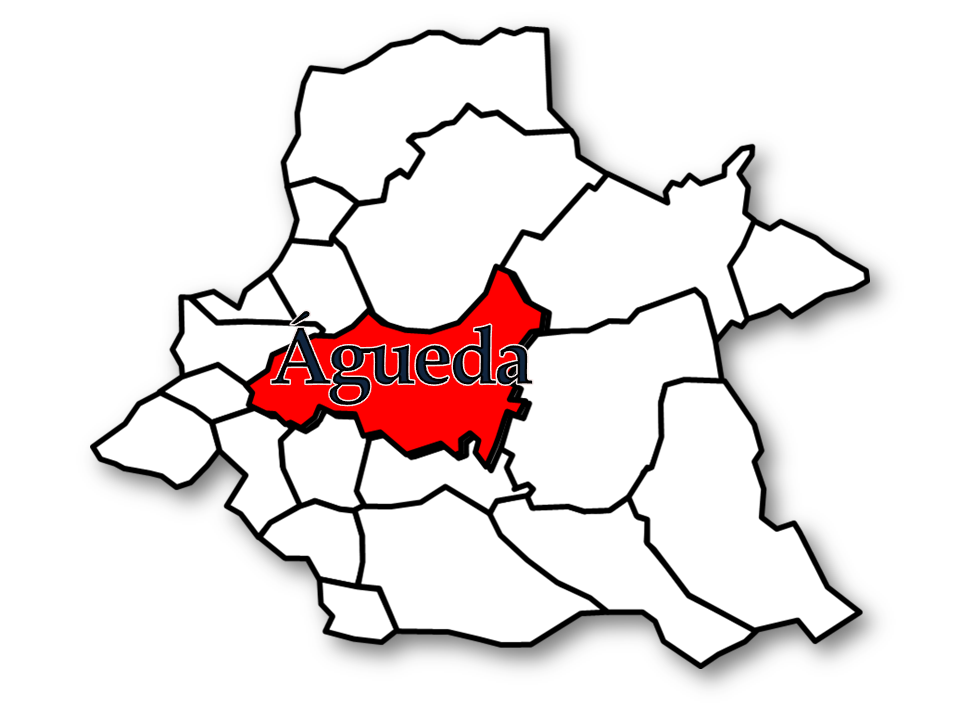
Агеда
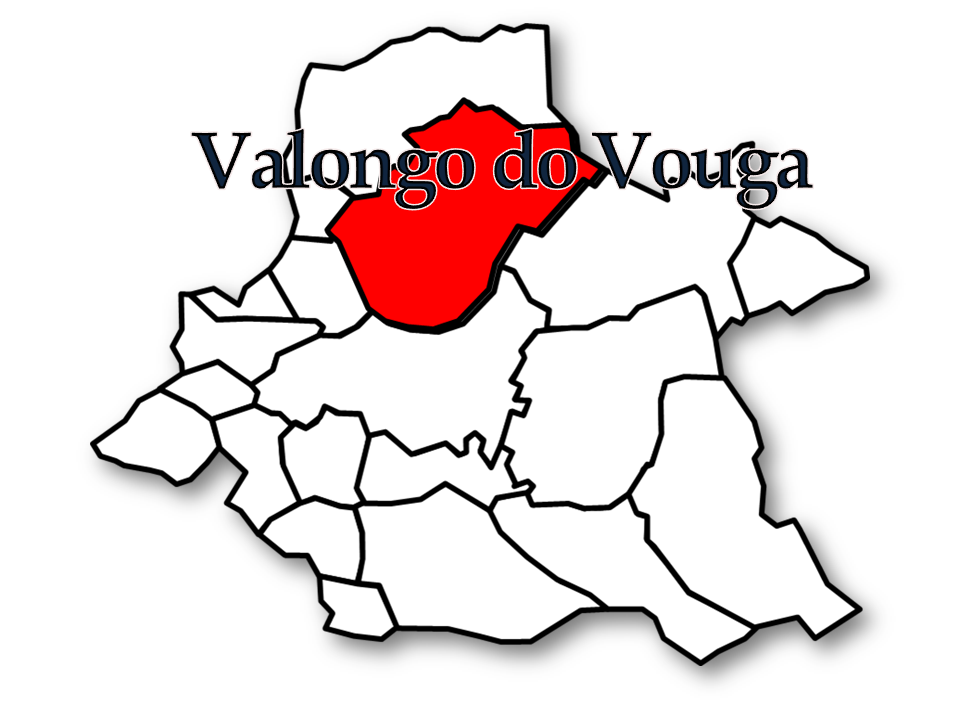
Валонгу-ду-Вога

## Населення
| Кількість мешканців | Кількість мешканців | Кількість мешканців | Кількість мешканців | Кількість мешканців | Кількість мешканців | Кількість мешканців | Кількість мешканців | Кількість мешканців | Кількість мешканців | Кількість мешканців | Кількість мешканців | Кількість мешканців | Кількість мешканців | Кількість мешканців |
| ------------------- | ------------------- | ------------------- | ------------------- | ------------------- | ------------------- | ------------------- | ------------------- | ------------------- | ------------------- | ------------------- | ------------------- | ------------------- | ------------------- | ------------------- |
| 1864                | 1878                | 1890                | 1900                | 1911                | 1920                | 1930                | 1940                | 1950                | 1960                | 1970                | 1981                | 1991                | 2001                | 2011                |
| 2.136               | 2.069               | 2.105               | 2.034               | 2.278               | 2.185               | 2.558               | 3.111               | 3.450               | 3.688               | 3.865               | 4.539               | 4.754               | 5.006               | 4.877               |